# Persische Doppelaxt
Die persische Doppelaxt ist eine Waffe aus Persien (dem heutigen Iran) mit zwei gegenüberliegenden einschneidigen und halbmondförmig gebogenen Schneiden, die mit einem Auge an einem Schaft aus Metall befestigt sind. Manchmal ist zwischen den Klingen am Schlagkopf eine dreikantige, spitze Klinge von unterschiedlicher Länge  befestigt. Die Doppeläxte wurden von Ethnien in Persien benutzt und sind oft mit Gravuren oder silbernen Mustern im (indischen) Koftgari-Stil verziert.